# フェスタ・ルーチェin和歌山マリーナシティ
フェスタ・ルーチェin和歌山マリーナシティ（FeStA LuCe）は、和歌山県和歌山市毛見にある和歌山マリーナシティのポルトヨーロッパ内で2017年より毎年11月から翌年2月まで行われる冬のイルミネーションイベント。

## 概要
“本当のクリスマスに出逢える”をコンセプトにした光の祭典「フェスタ・ルーチェ」ではイルミネーション、クリスマスマーケット、ドイツの屋台「ヒュッテ」が出店され、グッズや食べ物が販売される。光の遊園地、ランタンフェス、ドローンショーのイベントもあり、県内外から多くの人が来園する。2024年冬で8年目（8回目）の開催。和歌山の冬の風物詩となりつつある。

## 沿革
（）内は来園者数

### 2017年　イルミネーションと光の遊園地とクリスマスマーケット　（80,670人）
プロジェクションマッピング、キングコング西野亮廣さんの「えんとつ町のプペル光る絵本原画展」、ロンブー田村淳さん主催のお見合いパーティ「マスクdeお見合い」、シップトリップナビゲーター本谷紗己さん、イルミネーションアワード・ディスプレイ産業賞受賞

### 2018年　イルミネーションと光の遊園地とクリスマスマーケット　（102,150人）
ブラックライトで光るペンで顔や手に落書き「ネオンペイント」、水に反応するLEDが埋め込まれたボードに絵を描ける「ウォーターライトグラフィック」、イルミネーションバス、ハウスミュージックに合わせてマグロを捌く人気イベント「マグロハウス」、和歌山初の「ランタンフェス」

### 2019年　北欧の冬、クリスマス　（104,445人）
フィンランドから本物のサンタクロース来園、、薪焚きのテントサウナで「ロウリュ」を浴びる「クリスマスサウナinフェスタ・ルーチェ」、人の動きと声の高低によってLED色が変化するデジタルアート「ソノスクリプタム」、キングコング西野亮廣さんの「チックタック～約束の時計台～光る絵本展」、ランタンフェス

### 2020年　Happy Holiday　（100,850人）
プレゼントツリー、光のしずく、3面プロジェクションマッピング、中学生以下の子供たちを入場料無料、高校生以上は入場料半額、ランタンフェス

### 2021年スイスなフェスティバル　（120,866人）
光のタップダンス、シンギングクリスマスツリー、和歌山県有田川町のクラフトビール醸造所「NOMCRAFTBREWING」よりオリジナルクラフトビールを販売、「紀南アートウィーク2021」とコラボレーション、ランタンフェス

### 2022年LUMAGICA（122,496人）
カラフルな光とシャボン玉のコラボレーション「マジカルバブル」、ランタンフェス、アフロマンスのイベント「VANLIFE DJ TOUR」、AR「フェスタ・ルーチェ アナザーストーリー～もう一つのフェスタ・ルーチェの物語」、ランタンフェス、インスタフォロワーにマスクプレゼント、シーズンパス購入でマグカッププレゼント、シーズンパスは共通パスとして世界同時開催のLUMAGICAに入場可能

### 2023年　Light Parade‼　（105,387人）
イルミネーションライトパレードショー、ビッグクリスマスツリー、マジカルアーチ、プリズムケイブ、キャッスルプロジェクションマッピング、ランタンフェス、フォトコンテスト、ドローンショー、公式アンバサダー山之内すずさん

### 2024年　Vivid Christmas[3]
様々な色に変化する16mを超えるクリスマスツリー、キャッスルプロジェクションマッピング、ランタンフェス、レーザーショー、フェスタルーチェのかわいいオリジナルキャラクター

## 和歌山マリーナシティでの光の歴史

### 1994年7・8・9月
和歌山マリーナシティにて「JAPAN EXPO 世界リゾート博」が開催。その1周年記念イベントとして、イタリアのアートディレクターにより、イルミネーション「光の回廊ルミナリエ」が開催された。

### 1995年12月
神戸にて、慰霊・鎮魂の思いと、街の復興・再生への願いを光に託し、神戸ルミナリエが開始。和歌山マリーナシティのイルミネーションが活用された。

## 開催日時
2023年11月3日（金）～2024年2月24日（月）17時から21時
毎年11月から翌年2月まで行われる。点灯時間は開催年や曜日により異なる。

## イベント

### ライトアップ
ヨーロッパの街並みや遊園地がイルミネーションに包まれる。動物や蝶、鳥などの大型モチーフやクリスマスツリー、マジカルアーチ、プリズムケイブなどその年のテーマに合わせて配置される。

### 体験・体感スポット
毎年様々な仕掛けでイルミネーションを楽しめる。

### ランタンフェス　2018年～実施
幻想的な風景が広がる人気イベント。ランタンが完売になることもある。

### ドローンショー 2023年度実施
和歌山過去最大400機による特別プログラム

### パフォーマンス
大道芸、吹奏楽など

### クリスマスマーケット
タコライス、ヴィーガンカレーパン、クレープ、おでん＆さけ、カレースタンド、雑貨＆ベークドスイーツ、ホットサンド、コーヒースタンド、ハッピーチュロス、フルーツサンド、ベビーカステラ、フライドチキン、ハッピーバードル、チーズ＆ミルク、セレクト雑貨ショップなど

## 交通手段

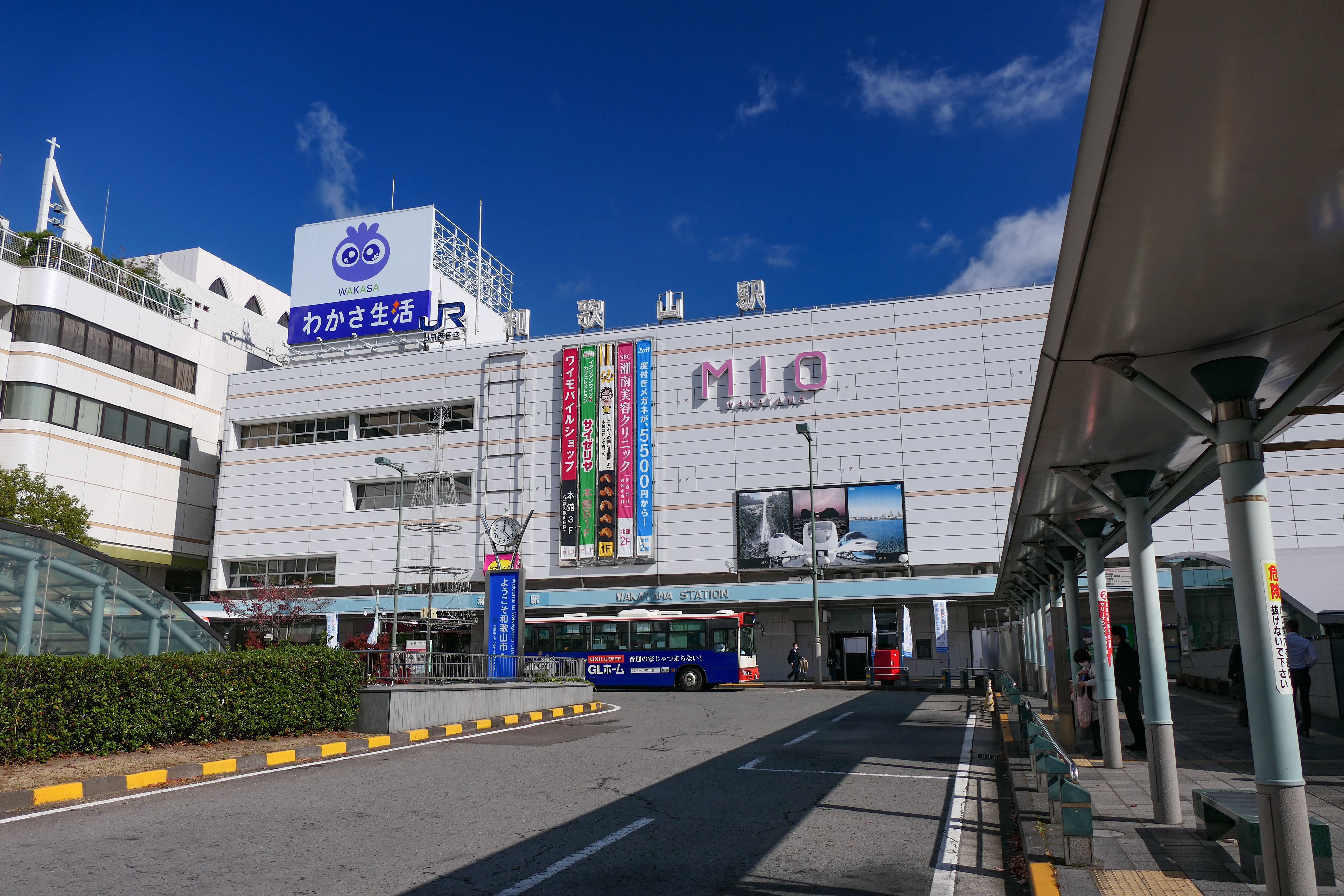
Wakayama MIO, the station building at the central exit of JR West Wakayama Station

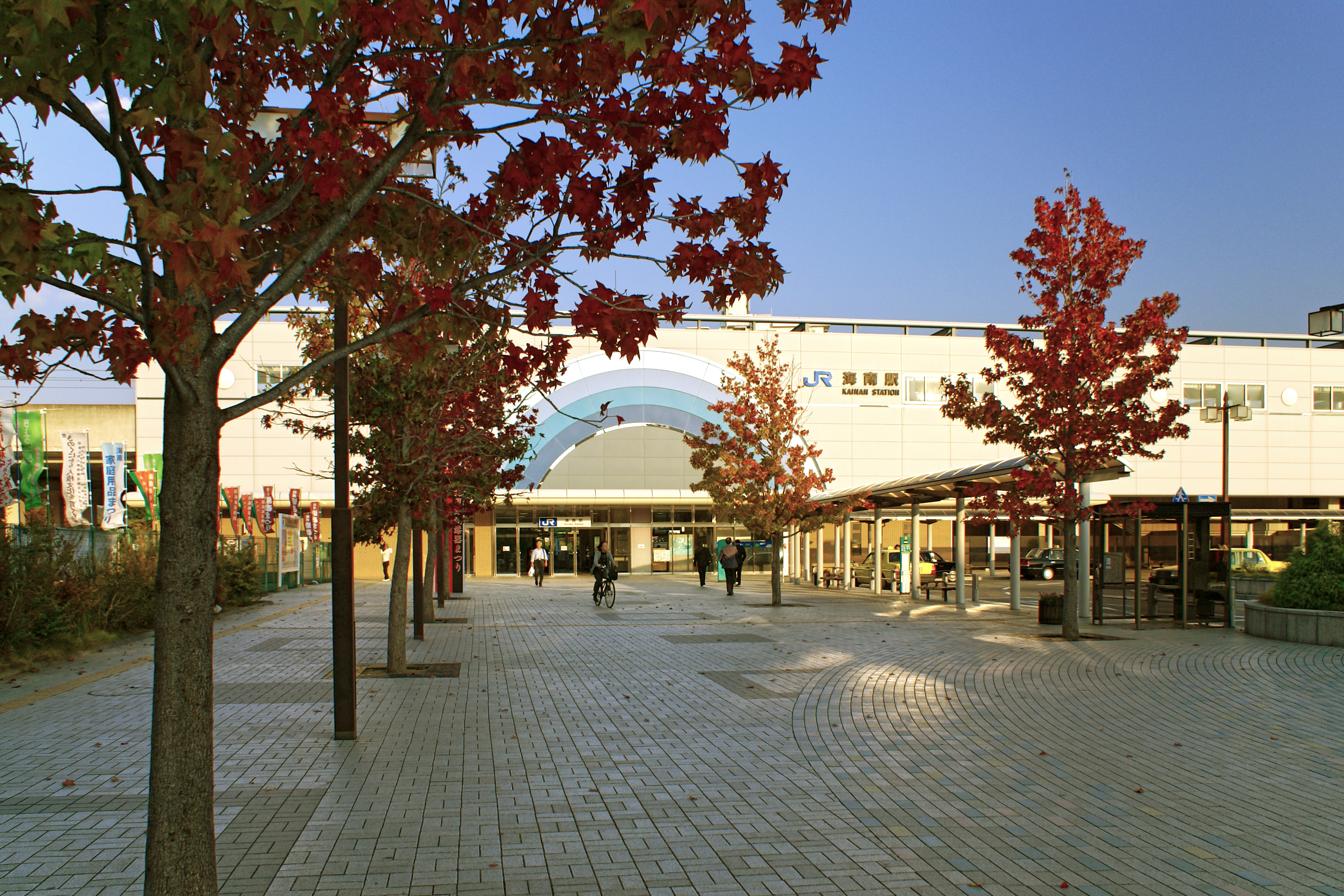
Kainan sta01s3200

車
- 海南ICより車で5分　有料駐車場有

電車・バス
- 南海和歌山市駅より和歌山バスで40分
- JR和歌山駅より和歌山バスで40分
- JR海南駅より和歌山バスで15分

タクシー
- 南海和歌山市駅より所要時間　約30分
- JR和歌山駅より所要時間　約25分
- JR海南駅より所要時間　約10分

## 名称
イタリア語で「フェスタ」はフェスティバル、「ルーチェ」は光。

## フェスタ・ルーチェ周辺のイルミネーション
- JR和歌山駅MIO
- 南海和歌山市駅KINO
- 市堀川　水辺周辺
- JR海南駅前

- 海南ノビノス

- けやきライトパレード[6]（和歌山駅前から和歌山城までの街路樹のイルミネーションとイベント）
- 和歌山城公園ライトアップ[7]

## 付随するイベント
- KEYAKI LIGHT PARADE
- SHIRARAHAMA LIGHT PARADE
- フェスタ・ルーチェin国立公園十和田湖
- フェスタ・ルーチェin松江
- フェスタ・ルーチェinロッテアライリゾート
- フェスタ・ルーチェin那須高原りんどう湖ファミリー牧場
- フェスタ・ルーチェinえひめこどもの城[8]（2024年）

## 特別番組
- WBS和歌山放送　CHRISTMAS SHOW ROOM
- テレビ和歌山

## 運営
運営：フェスタ・ルーチェ実行委員会
後援：観光庁、和歌山県、和歌山県教育委員会、和歌山県観光連盟、和歌山市、和歌山市教育委員会、和歌山市観光協会、和歌山商工会議所、海南市、海南市観光協会、海南商工会議所、有田市、岬町、阪南市
プロデュース企業：MK ILLUMINATION社（オーストリア）、株式会社タカショーデジテック（和歌山）